# زهر البستان في دولة بني زيان
زهر البستان في دولة بني زيان هو كتاب تاريخ مجهول المؤلف، مكتوب باللغة العربية، ويعود إلى القرن 14 الميلادي (القرن 7 الهجري). يوثق هذا الكتاب فترة حكم الدولة الزيانية (ممكلة تلمسان) في المغرب الأوسط مع تركيز خاص على فترة حكم السلطان الزياني أبي حمو موسى الثاني، وعلاقته مع دول المغرب والأندلس. يتألف الكتاب من ثلاثة أسفار (أجزاء)، لكن السفر الثاني فقط هو الموجود، بينما لا يزال السفر الأول والثالث في حكم المفقود حتى الآن. النسخة الوحيدة المتوفرة من مخطوط السفر الثاني محفوظة في مكتبة جون رايلندز في مانشستر بإنجلترا. ويعود تاريخ نسخها إلى عام 1819م (1235هـ).
أول من روج لهذا المخطوط هو الباحث الجزائري المختص في التاريخ الاسلامي محمود آغا بوعياد وذلك خلال عام 1973م، عبر مقال نشره في مجلة الثقافة. وقد حُقِّق نص هذا المخطوط بعدها ثلاث مرات. يُعتقد أن مؤلف هذا الكتاب كان مؤرخًا في بلاط السلطان، قبل تعيين يحيى بن خلدون. ويقدّر بوعياد أن السفر الثاني من هذا الكتب أُلف بين 764هـ و769هـ (1362م-1368م).
يُعد هذا الكتاب، إلى جانب كتب أخرى مثل «بغية الرواد في ذكر الملوك من بني عبد الواد» ليحيى بن خلدون، و«كتاب العبر وديوان المبتدأ والخبر» لأخيه عبد الرحمن بن خلدون، و«نظم الدر والعقيان في بيان شرف بني زيان» للحافظ التنسي، أحد المصادر الأساسية التي أرخت للدولة الزيانية ومنطقة المغرب الأوسط في تلك الفترة. يتميز الجزء الثاني بتوثيقه لأحداث سياسية واجتماعية وثقافية عديدة، اضافة إلى تدوين الأعمال الأدبية كالشعر و النثر. لكن ورغم أهميته، فإن الكتاب يعاني من بعض العيوب، متمثلة في التمجيد المبالغ فيه للسلطان أبي حمو موسى الثاني. ومع ذلك، يظل هذا العمل مرجعًا فريدًا لفهم تاريخ الدولة الزيانية وعلاقاتها مع الدول المجاورة في تلك الفترة.

## وصف المخطوط
أول من روج لهذا المخطوط هو الباحث محمود آغا بوعياد (أول مدير للمكتبة الوطنية الجزائرية بعد استقلال البلد) في عام 1973م في مجلة «الثقافة»، العدد 13. كما أشارت المجلة في الهوامش أن الباحث عبد الحميد حاجيات قد شرع في تحقيق المخطوط آنذاك.
توجد نسخة واحدة من هذا المخطوط مصورة على ميكروفيلم، وهي تمثل السفر (الجزء) الثاني من الكتاب، في حين يُعتبر السفران الأول والثالث مفقودين. النسخة محفوظة في مكتبة جون رايلندز بمانشستر في إنجلترا، ضمن تصنيف المخطوطات العربية، تحت الكود التعريفي Arabic Ms. 283 [796]. قٌدّم هذا المخطوط إلى المكتبة في عام 1905م بواسطة ديفيد إس. غارسون (David S. Garson)، الذي يظهر اسمه في ملصق على الورقة الأولى المثبتة في المخطوط. وقبل أن يؤول إليه حيازته، كانت ملكيته تعود إلى جون إم. دافيلد (John M. Duffield)، الذي وقع اسمه على الصفحة 1A. حجم المخطوط هو 300 × 210 ميليمتر، وهو مكون من 94 ورقة، تحتوي كل صفحة على ثلاث وعشرون سطرًا. في حين الغلاف مصنوع من الجلد المغربي، مع زخارف مركزية باللون الأخضر. أما العنوان كما هو مذكور في التختيم فهو: «زهر البستان في دولة بني زيان». وحصلت الجامعة الجزائرية على نسخة مصورة (ميكروفيلم) من هذا المخطوط.
كتب المخطوط بـخط مغربي رديء يميل إلى تلين الهمزة، مما يؤدي إلى تحوير بعض الكلمات، مثل: «القصايد» بدلًا من «القصائد»، و«شانه» بدلًا من «شأنه». كما وردت نصوص بين [عارضتين]، وهي إضافات من الناسخ وليست من المؤلف. وحسب الباحث بوزياني الدراجي، يحتوي النص كذلك على بعض الأخطاء الإملائية. ونظرًا لوجود نسخة واحدة فقط، فإن مهمة التحقيق في النص وتدقيق أسماء الأماكن والأبيات الشعرية تصبح معقدة، مما يستلزم مقارنة النصوص مع كتب أخرى في نفس المجال، لكونها النسخة الوحيدة المتاحة.

## المؤلف وسنة التأليف
لا يزال المؤلف الحقيقي لكتاب «زهر البستان في دولة بني زيان» مجهولًا حتى الآن، ولم يُذكر هذا الكتاب من قبل المؤلفين القدماء سوى محمد التنسي في مؤلفه «نظم الدر». كما أن تاريخ المخطوط بالضبط غير محدد.

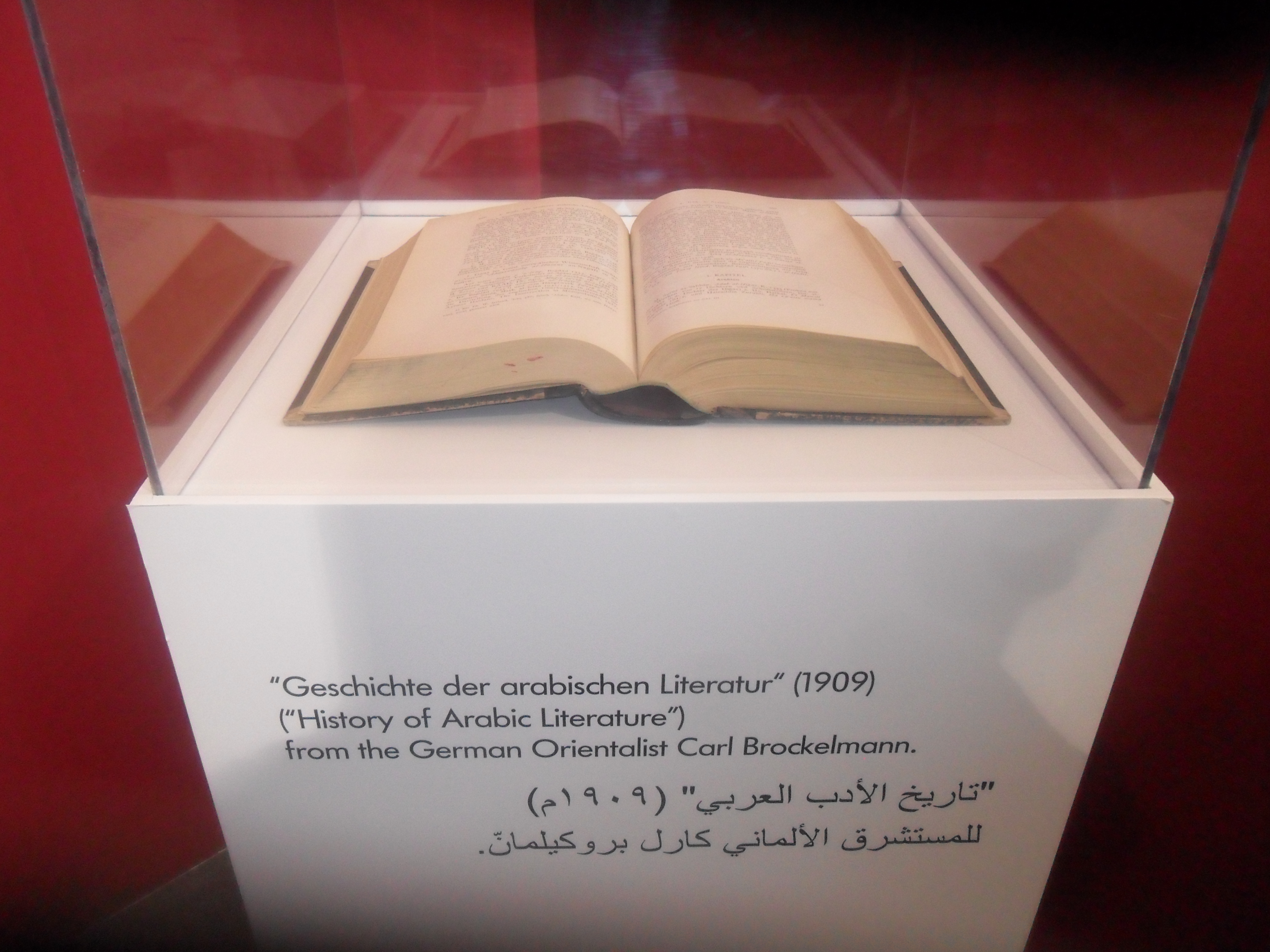
كتاب تاريخ الأدب العربي للمستشرق الألماني بروكلمان.

أشار المستشرق الألماني بروكلمان في كتابه «تاريخ الأدب العربي» إلى أن المخطوط يعود إلى سنة 732هـ (1235م)، لكن محمود بوعياد يرى أن هذه المعلومة غير صحيحة. وفقًا لبوعياد، فإن بروكلمان وقع في العديد من الأخطاؤ نتيجة نقله للاختصاصي الذي أعد بطاقة المخطوط في مكتبة جون رايلندز. وقد استند في نقده إلى أن أبو حمو موسى الثاني كان حاكما بين 760هـ (1359م) حتى 791هـ (1389م)، وأن الكتاب ذُكر في كتاب «نظم الدر» لـمحمد التنسي، الذي فرغ من تأليفه في عام 868هـ (1463م)، مما يعني أن تاريخ المخطوط لا يمكن أن يكون قبل أن فترة حكم السلطان ولا بعد تاريخ تأليف التنسي. كما أخطأ بروكلمان حين نسب العمل إلى ناسخه، حيث اعتقد أن الاسم الذي ورد في نهاية المخطوط هو اسم المؤلف، بينما يشير النص بوضوح إلى أنه اسم ناسخ المخطوط.
أخطأ مفهرس المخطوط في الإسم ر حيث كتب اسمه بشكل غير صحيح، حينما ذكره على النحو التالي: «الحبيب بن يخلف (بضم اللام) بن جلول الفرادي مولدًا (بضم الفاء) بن العيد القريشي دارا». وأشار محمود بوعياد إلى أن هذا النقل غير صحيح، موضحًا أن اسم الناسخ هو: الحبيب بن يخلف (بفتح اللام) بن جلول بن العيد «الفرّادي» دارا، نسبة إلى عائلة الفرادي في معسكر (غرب الجزائر)، وهي عائلة معروفة بالعلم، والغريسي دارا بدلًا من القريشي، نسبة إلى غريس في معسكر الحالية بالجزائر، فلا يصح قول «القريشي دارا». وقد انتهى هذا الناسخ من نقل المخطوط في يوم الجمعة 15 محرم 1235هـ (2 فبراير 1819م)، لصالح «مسلم بن عبد القادر خوجة، ولمن شاء الله بعده، هبة أو بيعًا». ووفقًا لتقدير الباحث محمود بوعياد، أُلِّف الجزء الثاني من الكتاب في سنوات حكم أبو حمو موسى الثاني، استنادًا إلى الإشارات المتكررة إليه في المخطوط، حيث كان الكاتب يصفه بـ «مولانا» كما أشار إلى عبد الله بن مسلم (أشهر وزراء أبو حمو موسى الثاني) بـ «المعظم»، مما يدل على أن الوزير كان حيًا في ذلك الوقت. وبتقديره، فإن تاريخ تأليف الكتاب يتراوح بين 764هـ و769هـ (1362م-1368م).
الكتاب مقسم إلى ثلاثة أسفار، حيث يشير الكاتب إلى الجزء الأول في بداية الجزء الثاني، كما يذكر الجزء الثالث في نهاية النص الختامي للجزء الثاني. ومن خلال سرد الأحداث، يُظن أن كاتب المخطوط كان مؤرخًا في بلاط السلطان الزياني أبو حمو موسى الثاني، قبل تعيين يحيى بن خلدون، حيث ورد ذكر قدومه إلى تلمسان بصفته سفيرًا لأمير بجاية أبي عبد الله الحفصي.
حاول الباحثون تخمين محتوى الجزأين الأول والثالث المفقودين، وكانت الاقتراحات على النحو التالي:
- الجزء الأول (السِّفْر الأوَّل) : قد يكون المؤلف قد وثَّق نشأة الدولة الزيانية (مملكة تلمسان)، تأسيسها، وحكامها، كما تشير إلى ذلك المقدمة الواردة في بداية الجزء الثاني : «...اعلم أنه تفرغ لنا في السفر الأول ، وفاة المولى أبي سعيد، وبعد ما شاء االله من الوعيد...»
- الجزء الثاني (السِّفْر الثاني) : هذا الجزء، الذي عُثر عليه في المخطوطة المحفوظة، يركز بشكل أساسي على مملكة تلمسان خلال فترة حكم السلطان أبو حمّو الثاني.
- الجزء الثالث (السِّفْر الثالث) : لا يزال محتوى هذا الجزء غير مؤكد، لكن من المحتمل أن يكون المؤلف قد استمر في توثيق حكم السلطان حتى آخر أيامه.

## أهمية الكتاب

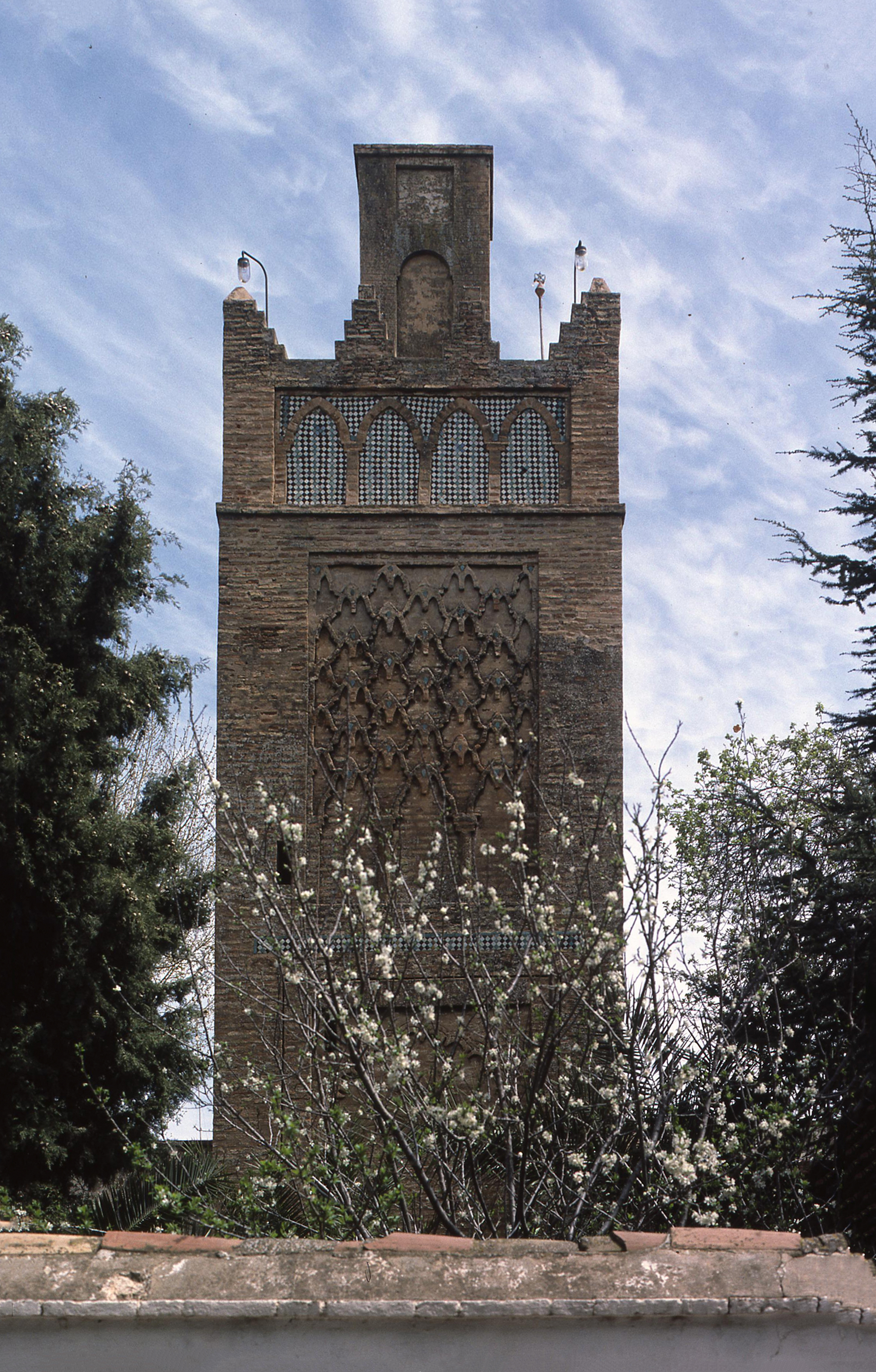
مئذنة مسجد سيدي إبراهيم المصمودي في تلمسان، شيد المسجد بأمر السلطان أبو حمّو موسى الثاني. صورة المؤرخ الفرنسي أندريه رايموند، 1980.

يؤرخ الكتاب لـدول المغرب والأندلس، وبشكل خاص للدولة الزيانية (مملكة تلمسان) في عهد السلطان أبو حمو موسى الثاني خلال فترة من الحكم توصف أنها مزدهرة. يتناول الكتاب الأوضاع السياسية والاجتماعية والثقافية التي سادت تلك الفترة، مع التركيز على العلاقات بين الدولة الزيانية والممالك المجاورة. كما يقدم المخطوط أخبارًا عن القبائل المنتشرة في أراضي المغرب الأوسط. بالإضافة إلى ذلك، يعرض الكاتب من خلال نصه تفاصيل عن الاحتفالات والمراسم الدينية التي كانت تُقام في بلاط السلطان أبو حمو موسى الثاني. يشمل المخطوط أيضًا نماذج من الإنتاج الأدبي، سواء في الشعر أو النثر.
تبرز أهمية الجزء الثاني من الكتاب في كونه يوثق أحداثًا لم يصهب يحيى بن خلدون فيها، عند تأليفه لـ «بغية الرواد في ذكر ملوك بني عبد الواد»، مما يعزز من قيمته كمصدر تاريخي لتلك الفترة. وتزداد أهميته بشكل خاص كونه النسخة الوحيدة الموجودة حتى الآن، ولم يُعثر على الجزئين المتبقين. ويعتقد بوعياد أنه لو لم يُفقد الجزآن الأول والثالث، لكان هذا العمل أهم مرجع تاريخي لدولة بني عبد الواد (الدولة الزيانية).
ومن بين العيوب التي يلام عليها كاتب النص، تمجيده المبالغ فيه للسلطان أبو حمو موسى الثاني، حيث يقتصر على ذكر انتصاراته ويتجنب الإشارة إلى هزائمه أو ما قد يسيء إليه. كما يرى الباحث بوزياني الدراجي أن كاتب المخطوط أقل منزلة علمية من يحيى بن خلدون، حيث يصفه بأنه «محدود الحصيلة، شحيح الذخيرة»، بالإضافة إلى أسلوبه الذي يميل إلى أساليب الرواة في سرد الأحداث.

## تحقيق المخطوط
حُقق مخطوط «زهر البستان في دولة بني زيان» حتى الآن في ثلاث مرات من قبل باحثين من مدينة تلمسان، وهما عبد الحميد حاجيات، محمد بن أحمد باغلي، بالإضافة بوزياني الدراجي من مدينة بسكرة. وجاءت التحقيقات على النحو التالي :
- تحقيق عبد الحميد حاجيات : ذكرت مجلة «الثقافة» في العدد 13 لعام 1973م أن الباحث كان في مرحلة تحقيق الكتاب في ذلك الوقت.[3] ونُشر نص المخطوط في طبعة خاصة من دار «عالم المعرفة للنشر والتوزيع» وذلك عام 2011م. جاء العمل في 188 صفحة، وتضمن ملحقًا لقصائد شعرية، من بينها قصيدة تعزية لأبي حمو موسى الثاني بمناسبة وفاة والده أبي يعقوب يوسف.[7]
- تحقيق بوزياني الدراجي : حقق مرة أخرى من طرف الباحث بمساعدة ابن عمه بوزيان الطاهر يونس، بعد حصولهم على نسخة مصورة من المخطوط من إنجلترا. نُشر العمل في 399 صفحة من إصدار «مؤسسة بوزياني للنشر والتوزيع» في عام 2013م، واحتوى على 1472 هامشًا، حيث تراوحت عدد الهوامش في الصفحة الواحدة بين هامش واحد كحد أدنى. في نهاية الكتاب، أُدرج ملحقان: الأول حول بيعة عبد الرحمن بن معاوية بن هشام، والثاني قصيدة شعرية طويلة لطبيب تلمسان محمد بن أبي جمعة التلاسي. وقد اقتصر المحقق على فهرس خاص بأوائل القصائد الشعرية وآخر للأخبار الواردة، دون فهرسة أسماء الأماكن والشخصيات.[6]
- تحقيق محمد بن أحمد باغلي : بعدما حصل الباحث نسخة مصورة كانت بين يدي اساتذة إحدى الجامعات الجزائرية. شرع في دراسة المخطوط وتحليل نص المخطوط في المجالس العلمية التي كانت تُعقد في خلوة محمد بن يوسف السنوسي يوم الجمعة في تلمسان. وطبع الكتاب من طرف دار «النشر الأصالة للنشر و التوزيع» بدعم من وزارة الثقافة الجزائرية خلال فعاليات تلمسان عاصمة الثقافة الإسلامية عام 2011م. وأُرفق بفهرس للأعلام والقبائل والأماكن والقصائد والأشعار، وأضيف إليه ثلاث ملاحق: مقتطف من كتاب «بغية الرواد في ذكر ملوك عبد الواد»، مقتطف من «العبر وديوان المبتدأ والخبر»، ومقتطف من «نظم الدر والعقيان في بيان شرف بني زيان». وكانت هذه النسخة مشكولة بالكامل.[1]

| حسب تحقيق بوزياني الدراجي                                                                  | حسب تحقيق محمد بن أحمد باغلي                                   |
| ------------------------------------------------------------------------------------------ | -------------------------------------------------------------- |
| ذكر رجوع الخلافة الزيانية بعد دثورها                                                       | ذكر رجوع الخلافة الزيانية بعد دثورها                           |
| ذكر خروجه [خروج أبي حمو] من البلاد منفرد مثل سلفه وإتيانه بعد طوافه في البلاد.             | ذكر كيف استولى عبد الرحمن بن معاوية على وجه التشبيه            |
| ذكر خروج المولى أبي حمو للمحلة وما كان من حسن رأيه في هذه الفعلة                           | ذكر خروجه من البلاد منفردًا عن أهله                             |
| ذكر وصول المولى أبى يعقوب من المغرب لتلمسان مع حفيده الأمير أبى تاشفين                     | ذكر كيفية استلام تلمسان ودخولها تحت سيطرة ولد أبي عنان السلطان |
| ذكر هزيمة يحيى بن علي بن عبد الرزاق وما أحدث من الهرج والنقاق                              | ذكر خروج المولى أبي حمو للقبلة                                 |
| ذكر أخذ لمدية على الأمان وإتيانهم بعد الهرج إلى الإذعان                                    | ذكر وصول المولى أبي يعقوب من المغرب إلى تلمسان                 |
| ذكر وصول عبد الله بن مسلم من وادي درعة وأحواز سجلماسة وما أبدى من الشهامة والرياسة         | ذكر هزيمة يحيى بن علي بن عبد الرزاق                            |
| ذكر أخذ مليانة والقبض على يحيى بن علي وفارح وبني مرين الذين معهما وكل من كان يتبعهما       | ذكر أخذ المدينة على الأمان وأنابتهم بعد الهرج إلى الإذعان      |
| ذكر حصر الجزائر على ابن ودرار وقتل يحيى بن علي وابن أخيه وما لقيا من البوار                | ذكر وصول عبد الله بن مسلم من وادي درعة                         |
| ذكر النزول على الجزائر وحصارها وما كان من الطعن والضرب ومآل أخبارها                        | ذكر أخذ مليانة والقبض على يحيى بن علي وفارح                    |
| ذكر خروج المولى أبى حمو للصحراء في المرة الثانية وما كان له من الفتوحات السامية            | ذكر حصر الجزائر على بني درار                                   |
| ذكر قيام حفيد المولى أبى تاشفين على يد أبى سالم سلطان بني مرين                             | ذكر نزوله على الجزائر وصحارها                                  |
| ذكر حصار تنس ودخولها عنوة على أهلها وما لقوا من العنوة والغلبة وذلها                       | ذكر خروج المولى أبي حمو للصحراء في المرة الثانية               |
| ذكر مقتل منصور بن خلوف وكيف سقي كأس الحتوف                                                 | ذكر قيام حفيد المولى أبي تاشفين على يد أبي سالم                |
| ذكر سفر الأمير أبى تاشفين في شأن المصالحة إلى سلطان بني مرين                               | ذكر حصار تنس                                                   |
| ذكر خروج المولى أبي حمو لحصار وهران وأخذها عنوة بالضراب والطعان                            | ذكر مقتل منصور بن خلوف                                         |
| ذكر أخذ الجزائر صلحاً بعد قتالها وحصارها مرتين فتحت له منحاً                                 | ذكر سفر الأمير أبي تاشفين في شأن المصالحة                      |
| ذكر وصول علي بن عمر بن عثمان لتلمسان بإشارة المولى أبي حمو السلطان.                        | ذكر خروج المولى حمو لحصار وهران                                |
| عاد الحديث إلى حلي بن عمر بن عثمان؛ وما آلت حاله إليه ؛ بعد أن فارق مولانا أبا حمو السلطان | ذكر أخذ الجزائر صلحًا                                           |
| ذكر خدمة أهل تدلس ورجوعهم عن بيعة الموحدين وخدمتهم المولى أبي حمو أمير المسلمين            | ذكر وصول علي بن عمر بن عثمان لتلمسان                           |
| ذكر خروج الوزير المكرم عبد الله بن مسلم للبلاد الشرقية واتصاله بالأحواز البجائية.          | ذكر خدمة أهل تدلس                                              |
| السبب في هروب محمد ابن المولى أبي سعيد المذكور وخروجه من فاس على أعين الجمهور              | ذكر خروج الوزير المكرم عبد الله بن مسلم للبلاد الشرقية         |
| ذكر وفاة المولى أبي يعقوب بردَ الله ضريحه وغسله بماء الرحمة والحوب                          | ذكر وفاة المولى أبي يعقوب                                      |
| ذكر خروج الوزير المعظم أبو محمد عبد الله ابن مسلم                                          | ذكر خروج الوزير المعظم أبو عبد الله بن مسلم                    |
| ذكر وصول الأمير أبي عبد الله صاحب بجاية يطلب النصرة من المولى والحماية                     | ذكر وصول الأمير أبي عبد الله صاحب بجاية                        |